# Chapelle Saint-Léonard de Joinville-le-Pont
Pour les articles homonymes, voir Chapelle Saint-Léonard.
La chapelle Saint-Léonard était une chapelle détruite en 1804 et située à Joinville-le-Pont, en France. Elle était consacrée à saint Léonard[Lequel ?].

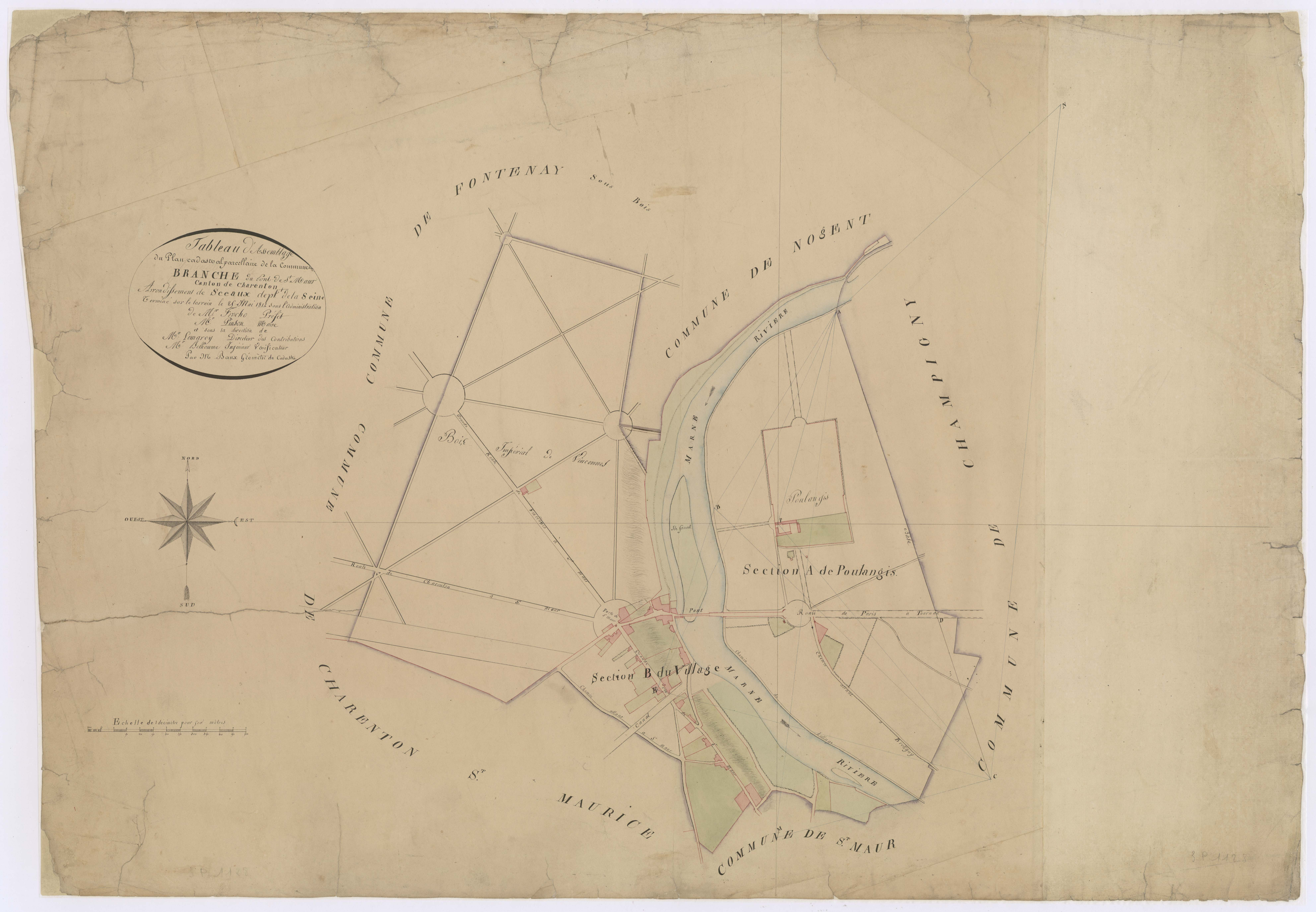
La Branche-du-Pont-de-Saint-Maur, plan cadastral, 1812.

## Emplacement
Les vestiges de la chapelle sont signalés au niveau du 5-7 rue du Pont (actuelle rue Jean Mermoz). Bien qu'il soit possible de deviner dans le cadastre de 1812 l'empreinte en négatif de la chapelle, les travaux de 1947 ont totalement bouleversé le cadastre ancien. À la suite de l'élargissement de la voie, les fondations du 5 rue Jean Mermoz se trouvent actuellement sous la chaussée au niveau du feu de circulation de la voie allant en direction du pont. 

## Historique
Il n’existe pas de document attestant de la fondation de la chapelle Saint-Léonard. Son histoire est cependant intimement liée à la présence du pont Olin (dénommé ensuite pont de Saint-Maur puis pont de Joinville) construit en 1205 par l’abbé de Saint-Maur-des-Fossés. 
La chapelle se situe en effet au carrefour de voies importantes :
- La route reliant Paris à l’Allemagne qui emprunte le pont Olin et longe ensuite la Marne au pied du plateau de Gravelle (territoire de l’actuel Saint-Maurice)

- Le point de traversée des bateliers passant sur la rive droite ; le halage par cette rive dans la boucle de Saint-Maur est plus court que si on emprunte l’autre rive. La rive droite est enfin plus facilement praticable (moins d’îlots et pas de marais comme sur l’île Barbière).

- Le pont se trouve par ailleurs au point de passage obligé des voies terrestres provenant de l’importante abbaye de Saint-Maur-des-Fossés qui possède de nombreux fiefs hors de la presqu'île. Il s’agit enfin du débouché vers le sud de la route traversant le bois de Vincennes.

Au-delà de la pratique du culte par la population du hameau qui devait déjà se trouver au débouché ouest du pont, la chapelle sert aussi aux voyageurs allant et venant de Paris. 
La première mention indirecte de la chapelle Saint-Léonard apparaît dans un cartulaire de 1231, puis un autre de septembre 1259 où il est fait mention de Jean prêtre du Pont Olin ou pont des Fossés. À la même époque se construit à moins d’un kilomètre l’église paroissiale Saint-Nicolas de Saint-Maur-des-Fossés.
Au XVe siècle, un pouillé recense une capella Sanctis Leonardis pontis Sancti Mauri Fossatensis. Enfin en 1459 le chapelain de Saint-Léonard, Pierre Masson est cité comme devant aussi desservir la chapelle de Notre-Dame de Presles (située elle aussi sur le territoire de l’actuelle Joinville-le-Pont). Les deux chapelles sont connues comme étant des étapes sur le chemin des processions menant à l’abbaye de Saint-Maur-des-Fossés.
Une ordonnance de l’archevêque de Paris, Hardouin de Péréfixe de Beaumont, fixe en janvier 1669 les limites de la paroisse Saint-Nicolas de Saint-Maur-des-Fossés aux murs du bois de Vincennes. Le territoire de l’actuel Joinville-le-Pont quitte alors la tutelle précédemment détenue par la paroisse de Fontenay-sous-Bois (qui sera dédommagée en 1694 à hauteur de 34 £ par le prêtre de Saint-Maur). Le culte régulier semble alors se dérouler en l’église Saint-Nicolas de Saint-Maur, située à un kilomètre du pont. Il est probable que la désaffectation partielle de la chapelle au profit de l’église paroissiale ait accéléré sa détérioration. 
La Révolution française voit l’émancipation de la future ville de Joinville qui prend alors comme premier nom de Branche du Pont. Débute alors une longue querelle de clocher entre les habitants des deux communes.
Les habitants du hameau souhaitent obtenir que le culte se tienne dans la chapelle Saint-Léonard, bien que son état soit jugé comme assez peu décent(e). Les Saint-Mauriens refusent l’émancipation tant paroissiale que communale. Les tensions sont telles que les querelles feront un mort le 29 janvier 1792 et plusieurs blessés après des affrontements à mains nues ou au sabre par la suite.
L’État laissant la nouvelle commune perdurer, le culte reprend donc à un rythme normal dans la chapelle. L’abbé Bauche (ancien Minime du bois de Vincennes et aumônier de la Garde Nationale) est rémunéré par la commune afin d’assurer le rôle de chapelain. On y célèbre la fête de la Fédération en juillet 1790 puis la nouvelle constitution en septembre 1791.
En 1792, la chapelle devient temple de l’Être Suprême. Malgré de menus travaux en septembre 1792, l’état de la chapelle empire au point que la commune décide d’un arrêt de démolition en mars 1804. Elle est attribuée à Basile Nicolas Crapart, aubergiste de la commune pour 335 Francs. Débute alors un long conflit (1804-1826) entre la commune et le Domaine pour savoir à qui devrait revenir le fruit de la vente. Le Domaine qui avait touché initialement la somme en reversera une partie à Joinville.
La destruction de la chapelle Saint-Léonard de 1804 ne s’est faite qu’en surface. La crypte située sous celle-ci subsistera sous le 5-7 rue du Pont (actuelle rue Jean Mermoz).
En 1947, la rue du Pont aux airs de rue commerçante de province cède la place à la profonde tranchée occupée désormais par la rue Jean Mermoz (D4). L’opération vise à supprimer les bouchons causés par le passage à niveau, mais entraine la destruction complète des alentours immédiats.

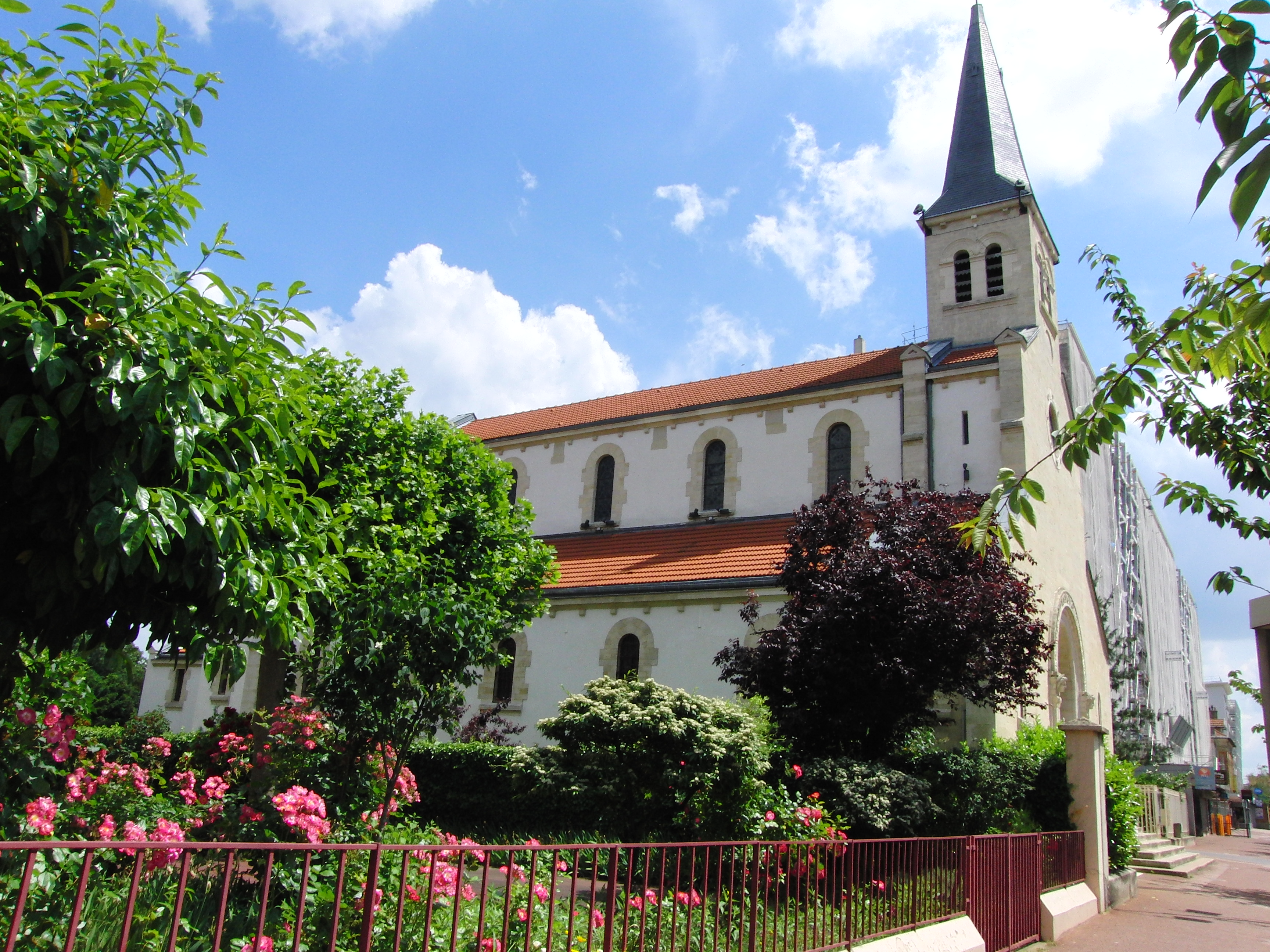
L'église Saint-Charles-Borromée de Joinville-le-Pont

À l’occasion de ces travaux, la crypte de la chapelle Saint-Nicolas est redécouverte. Elle est inscrite à l’inventaire supplémentaire des monuments historiques le 30 novembre 1944. Entre cette date et fin 1955, elle sert de dépotoir et est retirée de l’inventaire des monuments historiques pour céder la place à un immeuble d’habitation.
Après la fermeture de Saint-Léonard, les habitants de Joinville durent se rendre à nouveau à l’église Saint-Nicolas de Saint-Maur-des-Fossés pour suivre le culte. Il faudra attendre 1856 pour que la première pierre de l’actuelle église Saint-Charles ne soit posée.
Un projet de reconstruction de la chapelle Saint-Léonard sur l'île Fanac est évoqué au conseil municipal en 1966, sans suite.